# ماوريسيو أكوستا
ماوريسيو أكوستا (بالإسبانية: Mauricio Acosta)‏ (22 فبراير 1990 ببوغوتا في كولومبيا - ) هو لاعب كرة قدم كولومبي في مركز حراسة المرمى. لعب مع إنديبنديينتي سانتا في.

## وصلات خارجية
- ماوريسيو أكوستا على موقع الاتحاد الدولي (مؤرشف)  (الإنجليزية)